# Try It Out
„Try It Out (Neon Mix)“ je song od Skrillexe a Alvina Riska. Song oficiálně vyšel na Skrillexově albu Recess, ale již před sedmi měsíci byl na Skrillexově YouTube kanálu vydán oficiální videoklip, ve kterém Skrillex ukazuje průběh života celebrity, jako je on sám. Originální song „Imma Try It Out“ se objevil jako soundtrack ve hře Call of Duty: Black Ops II, kde hraje při střílení nepřátel.